# نامه عاشقانه (مجموعه تلویزیونی)
نامه عاشقانه (انگلیسی: Love Letter؛‏ کره‌ای: 러브레터) یک مجموعه تلویزیونی محصول کره جنوبی در سال ۲۰۰۳ با بازی جو هیون جه، سو ئه و جی جین هی است. این مجموعه از ۱۰ فوریه تا ۱ آوریل ۲۰۰۳، روزهای دوشنبه و سه‌شنبه ساعت ۲۱:۵۵ (کی‌اس‌تی)ام‌بی‌سی پخش شد.

## بازیگران

### اصلی
- جو هیون جه در نقش لی وو جین/اندرو
  - یو سونگ هو در نقش جوانی لی وو جین/اندرو
- سو ئه در نقش چو اون ها
- جی جین هی در نقش جونگ وو جین

### مکمل
- سون هیون جو در نقش پدر پیتر
- کیم یونگ ئه در نقش دکتر ایم کیونگ اون
- کیم یون کیونگ در نقش سو یونگ
- کوان مین جونگ در نقش خواهر استر
- یون یو سون در نقش خواهر جما
- یانگ هی کیونگ در نقش ماریا
- جو هیون در نقش دکتر جونگ میونگ وو
- چوی جه هیونگ
- سو هیون کی
- سون یونگ جون
- جونگ می ئه
- هان یه رین در نقش هی جین